# Mini World (음반)
《Mini World》는 프랑스의 가수 겸 싱어송라이터 인딜라의 유일한 정규 앨범이다. 2014년 2월 24일, 캐피톨 뮤직 프랑스를 통해 발매되었다.
이 앨범은 스트로마이의 《Racine carrée》를 Top Albums 차트 정상에서 끌어내린 최초의 앨범이다. 2015년 Victoires de la Musique에서 "올해의 신인 앨범"으로 선정되었다.
현재까지 프랑스에서 63만 장 이상, 전 세계적으로 약 85만 장이 판매되었으며, 벨기에와 루마니아에서 골드 인증을, 폴란드에서 다이아몬드 인증을 받았다.

## 배경
이 음반은 인딜라가 피처링한 곡들을 제작한 바 있는 프랑스의 프로듀서 스칼프가 프로듀싱을 맡았다. 음반은 2014년 2월 24일 발매되었다.
두 번째 싱글 〈Tourner dans le vide〉는 킥복서 앤드루 테이트와 연관되었으며, 그가 등장하는 여러 바이럴 영상에서 사용되었다. 격투기 선수 대런 틸은 UFC 282에서 드리커스 뒤 플레시와의 경기 입장곡으로 해당 곡을 선택하며 간접적으로 테이트에게 오마주를 표했다.

## 싱글
첫 번째 싱글 〈Dernière danse〉는 2013년 11월 13일에 발매되었다. 해당 곡의 뮤직비디오는 같은 해 12월 5일에 공개되었으며, 파리의 전경을 배경으로 인딜라가 노래하는 장면이 교차 편집되어 있다. 2024년 12월 기준, 해당 뮤직비디오는 조회 수 12억 2,800만 회를 돌파하여, 이 기록을 달성한 유일한 프랑스어 노래가 되었다.
〈Dernière danse〉에 이어, 〈Tourner dans le vide〉가 두 번째 싱글로 발매되었다. 이 곡은 인딜라가 작사하고 스칼포비치가 작곡 및 프로듀싱을 맡았다.
세 번째 싱글 〈S.O.S〉는 캐피틀 뮤직 프랑스와 유니버설 뮤직 그룹을 통해 발매되었다. 해당 곡의 뮤직비디오는 그리스에서 촬영되었으며, 2014년 6월 27일에 공개되었다.
네 번째이자 마지막 싱글 〈Love Story〉는 인딜라가 작사, 작곡 및 가창을 맡았으며, 작곡에는 스칼포비치도 참여하였다. 곡 제목에서 알 수 있듯, 가사는 한 연애 이야기 (러브 스토리)를 그리고 있다. 이 곡의 뮤직비디오는 카림 우아레가 감독하고 잘란이 제작하였으며, 이전 싱글 〈S.O.S〉의 뮤직비디오의 연장선에 해당한다. 해당 비디오는 마지막에 "Love Story"라는 문구가 적힌 패널과 함께 끝을 맺는다. 2014년 11월 17일 유튜브를 통해 공개되었다.

## 곡 목록
| #   | 제목                     | 재생 시간 |
| --- | ------------------------ | --------- |
| 1.  | 〈Dernière danse〉       | 3:33      |
| 2.  | 〈Tourner dans le vide〉 | 4:06      |
| 3.  | 〈Love Story〉           | 5:16      |
| 4.  | 〈S.O.S〉                | 4:32      |
| 5.  | 〈Comme un bateau〉      | 4:55      |
| 6.  | 〈Run Run〉              | 3:45      |
| 7.  | 〈Ego〉                  | 4:16      |
| 8.  | 〈Boîte en argent〉      | 4:25      |
| 9.  | 〈Tu ne m'entends pas〉  | 3:17      |
| 10. | 〈Mini World〉           | 5:09      |

| #   | 제목                                          | 재생 시간 |
| --- | --------------------------------------------- | --------- |
| 11. | 〈Tourner dans le vide〉 (Orchestral Version) | 3:49      |
| 12. | 〈Love Story〉 (Orchestral Version)           | 5:00      |
| 13. | 〈S.O.S.〉 (Acoustic Version)                 | 4:00      |

| #   | 제목                                          | 재생 시간 |
| --- | --------------------------------------------- | --------- |
| 11. | 〈Ainsi bas la vida〉                         | 3:36      |
| 12. | 〈Feuille d'automne〉                         | 4:01      |
| 13. | 〈Tourner dans le vide〉 (Orchestral Version) | 3:49      |
| 14. | 〈Love Story〉 (Orchestral Version)           | 5:00      |
| 15. | 〈S.O.S.〉 (Acoustic Version)                 | 4:00      |

| #   | 제목                                             | 재생 시간 |
| --- | ------------------------------------------------ | --------- |
| 1.  | 〈Dernière danse〉 (W9 Home Concert)             |           |
| 2.  | 〈Love Story〉 (W9 Home Concert)                 |           |
| 3.  | 〈S.O.S.〉 (W9 Home Concert)                     |           |
| 4.  | 〈Tourner Dans Le Vide〉 (W9 Home Concert)       |           |
| 5.  | 〈Run Run〉 (W9 Home Concert)                    |           |
| 6.  | 〈Dernière danse〉 (Orchestral Version à cordes) |           |
| 7.  | 〈Dernière danse〉 (Video)                       |           |
| 8.  | 〈Tourner dans le vide〉 (Video)                 |           |
| 9.  | 〈S.O.S.〉 (Video)                               |           |
| 10. | 〈Mini World〉 (Trailer)                         |           |

## 인증
| 국가                                                            | 인증       | 판매량/출하량 |
| --------------------------------------------------------------- | ---------- | ------------- |
| 벨기에 (BEA)                                                    | 플래티넘   | 30,000*       |
| 프랑스 (SNEP)                                                   | 다이아몬드 | 500,000*      |
| 폴란드 (ZPAV)                                                   | 다이아몬드 | 100,000       |
| *판매량을 기반으로 한 인증 · 판매량+스트리밍을 기반으로 한 인증 |            |               |